# Kangaroo Valley
Kangaroo Valley is een plaats in de Australische deelstaat New South Wales en telt 1337 inwoners (2006).